# Gamontogamia

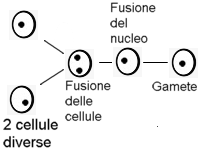
Schema esemplificativo sul processo di unione delle cellule per la formazione del gamete durante la gamontogamia

La Gamontogamia è quel meccanismo di creazione di un gamete nel quale le cellule che daranno origine al gamete si uniscono e fondono i loro nuclei all'interno della cisti gamontica.